# Långshyttan
Långshyttan is een plaats in de gemeente Hedemora in het landschap Dalarna en de provincie Dalarnas län in Zweden. De plaats heeft 1764 inwoners (2005) en een oppervlakte van 327 hectare. De plaats ligt 20 kilometer ten noorden van de stad Hedemora. De plaats ligt aan de meren Lången en Rällingen in het noorden en Amungen in het zuiden.

## Verkeer en vervoer
Bij de plaats loopt de Länsväg 270.